# Now That's What I Call Music (série do Reino Unido)
Now That's What I Call Music ou Now foi lançado originalmente em 1983. Foi a primeira série de compilações do Now That's What I Call Music! no Reino Unido. Tornou-se um dos álbuns do ano, e foi o inicio das séries de compilação, não só no Reino Unido, como em outros países. Também foi certificado com tripla platina, vendendo mais de 900 mil cópias.
O álbum foi originalmente lançado em Vinil e em cassete, mas a 12 de Janeiro de 2009 foi lançado em formato de duplo CD pela primeira vez, foi parte do vigésimo quinto aniversário das séries.

## Alinhamento de faixas
Disco 1
| N.º | Título                             | Artista                | Duração |  |
| 1.  | "You Can't Hurry Love"             | Phil Collins           |         |  |
| 2.  | "Is There Something I Should Know" | Duran Duran            |         |  |
| 3.  | "Red Red Wine"                     | UB40                   |         |  |
| 4.  | "Only for Love"                    | Limahl                 |         |  |
| 5.  | "Temptation"                       | Heaven 17              |         |  |
| 6.  | "Give It Up"                       | KC & the Sunshine Band |         |  |
| 7.  | "Double Dutch"                     | Malcolm McLaren        |         |  |
| 8.  | "Total Eclipse of the Heart"       | Bonnie Tyler           |         |  |
| 9.  | "Karma Chameleon"                  | Culture Club           |         |  |
| 10. | "The Safety Dance"                 | Men Without Hats       |         |  |
| 11. | "Too Shy"                          | Kajagoogoo             |         |  |
| 12. | "Moonlight Shadow"                 | Mike Oldfield          |         |  |
| 13. | "Down Under"                       | Burl Ives              |         |  |
| 14. | "Hey You (Rock Steady Crew)"       | The Rock Steady Crew   |         |  |
| 15. | "Baby Jane"                        | Rod Stewart            |         |  |
| 16. | "Wherever I Lay My Hat"            | Paul Young             |         |  |

Disco 2
| N.º | Título                        | Artista                     | Duração |  |
| 1.  | "Candy Girl"                  | New Edition                 |         |  |
| 2.  | "Big Apple"                   | Kajagoogoo                  |         |  |
| 3.  | "Let's Stay Together"         | Tina Turner                 |         |  |
| 4.  | "Fascination"                 | The Human League            |         |  |
| 5.  | "New Song"                    | Howard Jones                |         |  |
| 6.  | "Please Don't Make Me Cry"    | UB40                        |         |  |
| 7.  | "Tonight I Celebrate My Love" | Peabo Bryson, Roberta Flack |         |  |
| 8.  | "They Don't Know"             | Tracey Ullman               |         |  |
| 9.  | "Kissing with Confidence"     | Will Powers                 |         |  |
| 10. | "That's All"                  | Genesis                     |         |  |
| 11. | "The Love Cats"               | The Cure                    |         |  |
| 12. | "Waterfront"                  | Simple Minds                |         |  |
| 13. | "The Sun & The Rain"          | Madness                     |         |  |
| 14. | "Victims"                     | Culture Club                |         |  |